# 1972年ミュンヘンオリンピックの西ドイツ選手団
1972年ミュンヘンオリンピックの西ドイツ選手団（1972ねんミュンヘンオリンピックのにしドイツせんしゅだん）は、1972年8月26日から9月11日にかけて西ドイツのミュンヘンで開催された1972年ミュンヘンオリンピックの西ドイツ選手団、およびその競技結果。

## 概要
今大会は金メダル13個、銀メダル11個、銅メダル16個の合計40個のメダルを獲得した。

## メダル
| メダル | 選手名 | 競技   | 種目                     |
| ------ | --- | ------ | ------------------------ |
| 金     | ベルント・カンネンベルク                                                                                  | 陸上   | 男子50km競歩             |
| 金     | クラウス・ヴォルファーマン                                                                                | 陸上   | 男子やり投               |
| 金     | ヒルデガルト・ファルク                                                                                    | 陸上   | 女子800m                 |
| 金     | クリスチャン・クラウゼ イングリット・ミックラー＝ベッカー アンネグレート・リヒター ハイデ・ローゼンダール | 陸上   | 女子4×100mリレー         |
| 金     | ウルリケ・マイフェルト                                                                                    | 陸上   | 女子走高跳               |
| 金     | ハイデ・ローゼンダール                                                                                    | 陸上   | 女子走幅跳               |
| 金     | ギュンター・ハーリッツ ウド・ヘンペル ユルゲン・コロンボ ギュンター・シューマッハー                       | 自転車 | 男子4000m団体追い抜き    |
| 銀     | ハンス・バウムガルトナー                                                                                  | 陸上   | 男子走幅跳               |
| 銀     | リタ・ウィルデン                                                                                          | 陸上   | 女子400m                 |
| 銀     | ハイデ・ローゼンダール                                                                                    | 陸上   | 女子五種競技             |
| 銀     | クラウス・スタインバッハ ヴェルナー・ランペ ハンス・ヴォッセラー ハンス＝ヨアヒム・ファスナヒト           | 競泳   | 男子4×200m自由形リレー   |
| 銅     | ヨブスト・ヒルシュト カールハインツ・クロッツ ゲルハルト・ブッヘラー クラウス・エール                     | 陸上   | 男子4×100mリレー         |
| 銅     | アネット・リュッケス インゲ・ベディング ヒルデガルト・ファルク リタ・ウィルデン                           | 陸上   | 女子4×400mリレー         |
| 銅     | ヴェルナー・ランペ                                                                                        | 競泳   | 男子200m自由形           |
| 銅     | グートルーン・ベックマン ハイデマリー・ライネック アンゲラ・スタインバッハ ユッタ・ヴェーバー             | 競泳   | 女子4×100m自由形リレー   |
| 銅     | グートルーン・ベックマン フレニ・エーベルレ ジルケ・ピーレン ハイデマリー・ライネック                     | 競泳   | 女子4×100mメドレーリレー |
| 銅     | ハンス・ルッツ                                                                                            | 自転車 | 4000m個人追い抜き        |